# Колониальные агенты и губернаторы Либерии

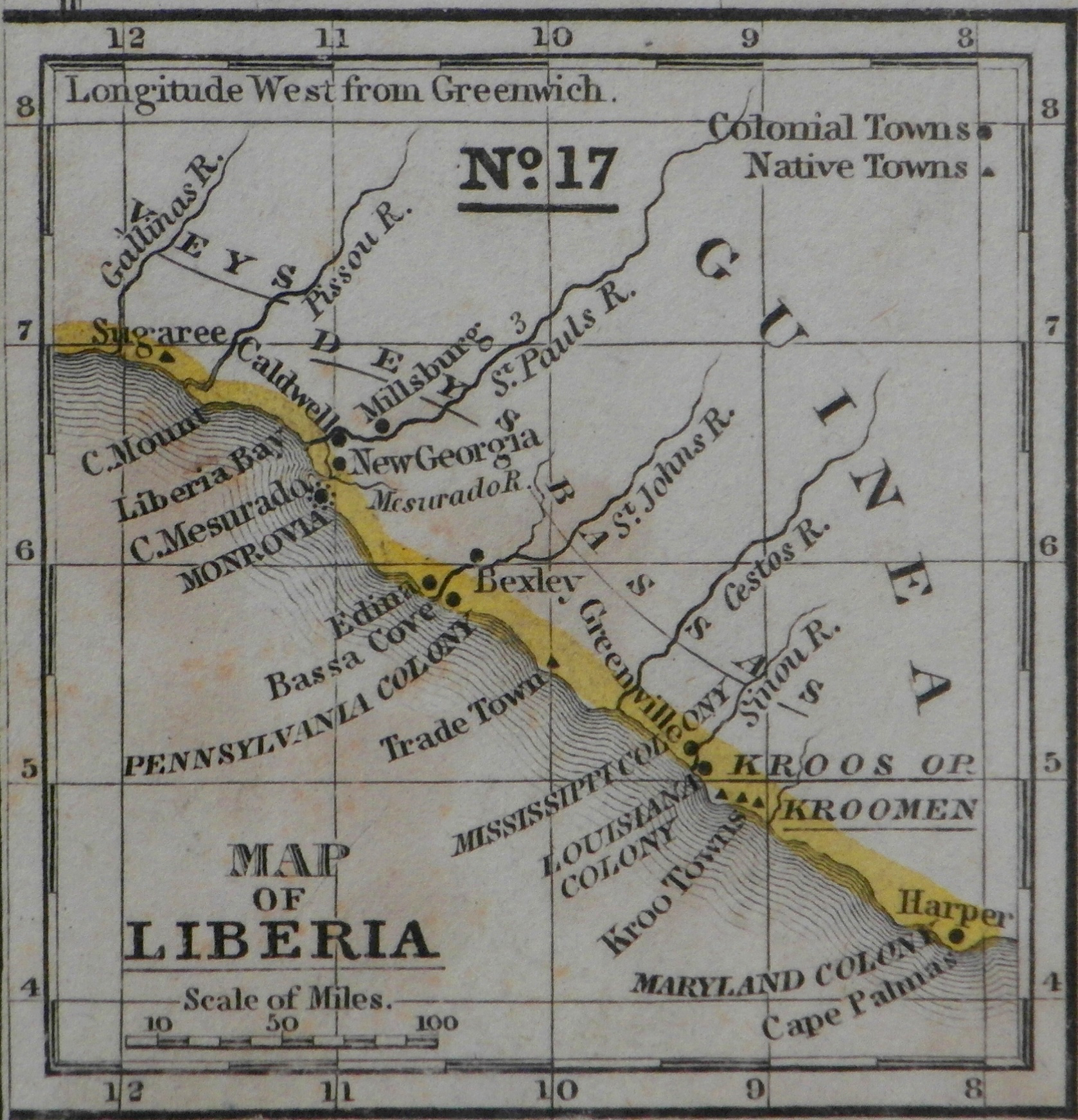
Карта колонии Либерия, 1839.

Ниже приводится список колониальных агентов (англ. Colonial Agent) и губернаторов (англ. Governor) Либерии, состоящий из четырнадцати агентов (включая исполняющих обязанности) и двух губернаторов Американского колонизационного общества с 1822 года до провозглашения независимости Либерии в 1847 году, когда последний губернатор Джозеф Дженкинс Робертс стал её первым президентом.
История Либерии как политической единицы начинается с прибытия первых чёрных американских поселенцев — америко-либерийцев, как они себя называли, в Африку — на побережье которой они в 1822 году основали колонию «свободных цветных людей» (англ. free men of color) под покровительством Американского колонизационного общества в районе мыса Месурадо. В 1824 году эта колония получила название Либерия, была принята её конституция. К 1828 году переселенцы захватили всё побережье современной Либерии (протяжённостью около 500 км), а затем также заняли части побережья современных Сьерра-Леоне и Кот-д’Ивуара. В 1839 году отдельные поселения были объединены в Содружество Либерия. 26 июля 1847 года американские поселенцы провозгласили независимость Республики Либерия.
Цвета в столбце «раса» указывают на расовую принадлежность агента или губернатора.

## Либерия
| №                                 | президент        | президент                                                         | Начало полномочий | Окончание полномочий | раса | должность          |
| --------------------------------- | ---------------- | ----------------------------------------------------------------- | ----------------- | -------------------- | ---- | ------------------ |
| колония мыса Месурадо (1821—1824) |                  |                                                                   |                   |                      |      |                    |
| 1                                 |                  | Элай Яерс (1778—1822) англ. Eli Ayers                             | 15 декабря 1821   | 25 апреля 1822       |      | колониальный агент |
| и. о.                             |                  | Фредерик Джеймс (ок. 1791—1835) англ. Frederick James             | 25 апреля 1822    | 4 июня 1822          |      | колониальный агент |
| и. о.                             |                  | Элайджа Джонсон (1789—1849) англ. Elijah Johnson                  | 25 апреля 1822    | 4 июня 1822          |      | колониальный агент |
| и. о.                             |                  | Иегуди Ашмун (1794—1828) англ. Jehudi Ashmun                      | 4 июня 1822       | 2 апреля 1823        |      | колониальный агент |
| и. о.                             |                  | Элайджа Джонсон (1789—1849) англ. Elijah Johnson                  | 2 апреля 1823     | 14 августа 1823      |      | колониальный агент |
| и. о.                             |                  | Иегуди Ашмун (1794—1828) англ. Jehudi Ashmun                      | 14 августа 1823   | 22 августа 1823      |      | колониальный агент |
| 2                                 | 22 августа 1823  | Иегуди Ашмун (1794—1828) англ. Jehudi Ashmun                      | 15 августа 1824   |                      |      | колониальный агент |
| колония Либерия (1824—1839)       |                  |                                                                   |                   |                      |      |                    |
| (2)                               |                  | Иегуди Ашмун (1794—1828) англ. Jehudi Ashmun                      | 15 августа 1824   | 26 марта 1828        |      | колониальный агент |
| и. о.                             |                  | Лотт Кэри (1780—1828) англ. Lott Cary                             | 26 марта 1828     | 8 ноября 1828        |      | колониальный агент |
| и. о.                             |                  | Колстон Макгивен Уоринг (1793—1834) англ. Colston McGiven Waring  | 8 ноября 1828     | 22 декабря 1828      |      | колониальный агент |
| 3                                 |                  | Ричард Рэнделл (1796—1829) англ. Richard Randall                  | 22 декабря 1828   | 19 апреля 1829       |      | колониальный агент |
| и. о.                             |                  | Джозеф Мечлин (?—1839) англ. Joseph Mechlin                       | 19 апреля 1829    | 14 сентября 1829     |      | колониальный агент |
| 4 (I)                             | 14 сентября 1829 | Джозеф Мечлин (?—1839) англ. Joseph Mechlin                       | 27 февраля 1830   |                      |      | колониальный агент |
| и. о.                             |                  | Джон Уоллес Андерсон (1802—1830) англ. John Wallace Anderson      | 27 февраля 1830   | 12 апреля 1830       |      | колониальный агент |
| и. о.                             |                  | Энтони Дэвид Уильямс (ок. 1799—1861) англ. Anthony David Williams | 12 апреля 1830    | 4 декабря 1830       |      | колониальный агент |
| 4 (II)                            |                  | Джозеф Мечлин (?—1839) англ. Joseph Mechlin                       | 4 декабря 1830    | 24 сентября 1833     |      | колониальный агент |
| и. о.                             |                  | Джордж МакГилл (1787—1863) англ. George McGill                    | 24 сентября 1833  | 1 января 1834        |      | колониальный агент |
| 5                                 |                  | Джон Брук Пинни (?—1839) англ. John Brooke Pinney                 | 1 января 1834     | 10 мая 1835          |      | колониальный агент |
| и. о.                             |                  | Натаниэл Брандер (1796—?) англ. Nathaniel Brander                 | 10 мая 1835       | 12 августа 1835      |      | колониальный агент |
| 6                                 |                  | Эзекил Скиннер (1777—1885) англ. Ezekiel Skinner                  | 12 августа 1835   | 25 сентября 1836     |      | колониальный агент |
| 7                                 |                  | Энтони Дэвид Уильямс (ок. 1799—1861) англ. Anthony David Williams | 25 сентября 1836  | 1 апреля 1839        |      | колониальный агент |
| содружество Либерия (1839—1847)   |                  |                                                                   |                   |                      |      |                    |
| 8                                 |                  | Томас Бьюкенен (1808—1841) англ. Thomas Buchanan                  | 1 апреля 1839     | 3 сентября 1841      |      | губернатор         |
| и. о.                             |                  | Джозеф Дженкинс Робертс (1809—1876) англ. Joseph Jenkins Roberts  | 3 сентября 1841   | 20 января 1842       |      | губернатор         |
| 9                                 | 20 января 1842   | Джозеф Дженкинс Робертс (1809—1876) англ. Joseph Jenkins Roberts  | 3 января 1848     |                      |      | губернатор         |